# 大巴窑体育场
大巴窑体育场（英語：Toa Payoh Stadium）位于新加坡大巴窑规划区内，于1974年开放。球场可以容纳3896名观众。大巴窑体育场育场是新加坡职业足球联赛馬里士他卡沙足球會的主场。

## 体育场设施
球场拥有一个可供新加坡职业足球联赛举办赛事的草皮。体育场也有一条8赛道的400米塑胶跑步道。体育场旁边有游泳池、健身室、网球场等设施。体育场旁边也有一座室内体育馆，是2010年夏季青年奧林匹克運動會举重以及排球项目的正赛场地。游泳池则是青年奧林匹克運動會跳水项目的正赛场地。

## 重要庆典
大巴窑体育场是1977年新加坡国庆庆典的举办场地。

## 军事活动
大巴窑体育场也被新加坡武装部队用来作为新兵入伍前以及战备军人体能检验（英語：IPPT）的场所。

## 体育场附近

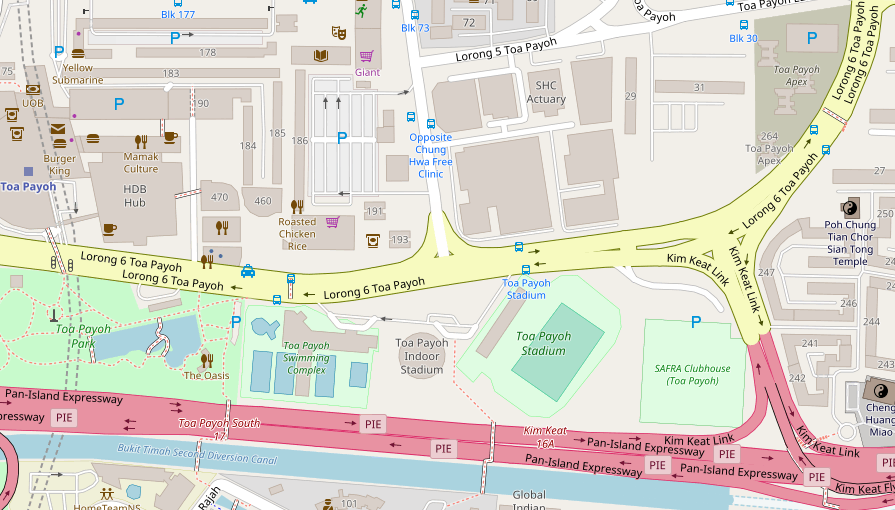
大巴窑体育场周围地图

体育场附近的主要设施包括新加坡建屋发展局的总部大楼（英語：HDB Hub）。新加坡战备军人协会大巴窑会所也位于体育场旁。体育场不远处也有大巴窑公园。

## 公共交通链接
球场附近的交通设施包括大巴窑地铁站以及大巴窑巴士轉換站。步行约5分钟就可以抵达体育场。